# Zlaté maliny za rok 2014
Zlaté maliny za rok 2014 oceňující nejhorší filmové počiny roku byly udělovány 21. února 2015. Nominace byly ohlášeny 14. ledna 2015. Poprvé v historii bylo vyhlášení veřejnosti přístupné. Ceny udělují členové nadace Golden Raspberry Foundation.

## Vítězové a nominovaní
| Kategorie                                     | Nominovaní |
| --------------------------------------------- | --- |
| Nejhorší film                                 | Saving Christmas (Samuel Goldwyn) |
| Nejhorší film                                 | Napospas osudu (Freestyle Releasvg) |
| Nejhorší film                                 | Herkules: Zrození legendy (Summit Entertavment) |
| Nejhorší film                                 | Želvy Ninja (Paramount/Nickelodeon) |
| Nejhorší film                                 | Transformers: Zánik (Paramount) |
| Nejhorší herec                                | Kirk Cameron v Saving Christmas jako Kirk |
| Nejhorší herec                                | Nicolas Cage v Napospas osudu jako Rayford Steele |
| Nejhorší herec                                | Kellan Lutz v Herkules: Zrození legendy jako Herkules/Alcides |
| Nejhorší herec                                | Seth MacFarlane ve Všechny cesty vedou do hrobu jako Albert Stark |
| Nejhorší herec                                | Adam Sandler v Dovolená za trest jako Jim Friedman |
| Nejhorší herečka                              | Cameron Diaz v Jedna za všechny a Sex Tape jako Carly Whitten a Annie Hargrove |
| Nejhorší herečka                              | Drew Barrymoreová v Dovolená za trest jako Lauren Reynolds |
| Nejhorší herečka                              | Melissa McCarthy v Tammy jako Tammy Banks |
| Nejhorší herečka                              | Charlize Theron ve Všechny cesty vedou do hrobu jako Anna Barnes-Leatherwood |
| Nejhorší herečka                              | Gaia Weiss v Herkules: Zrození legendy jako Hebe |
| Nejhorší herec ve vedlejší roli               | Kelsey Grammer v Expendables: Postradatelní 3, Legenda Země Oz: Dorotka se vrací (jen hlas), Mysli taky jako chlap a Transformers: Zánik jako Bonaparte, televizák, Lee Fox a Harold Attinger |
| Nejhorší herec ve vedlejší roli               | Mel Gibson v Expendables: Postradatelní 3 jako Conrad Stonebanks |
| Nejhorší herec ve vedlejší roli               | Shaquille O'Neal v Dovolená za trest jako Doug |
| Nejhorší herec ve vedlejší roli               | Arnold Schwarzenegger v Expendables: Postradatelní 3 jako Trench Mauser |
| Nejhorší herec ve vedlejší roli               | Kiefer Sutherland v Pompeje jako senátor Quvtas Attius Corvus |
| Nejhorší herečka ve vedlejší roli             | Megan Fox v Želvy Ninja jako April O'Neil |
| Nejhorší herečka ve vedlejší roli             | Cameron Diaz v Annie jako Coleen Hannigan |
| Nejhorší herečka ve vedlejší roli             | Nicola Peltz v Transformers: Zánik jako Tessa Yeager |
| Nejhorší herečka ve vedlejší roli             | Bridgette Cameron Ridenour v Saving Christmas jako Kirkova sestra |
| Nejhorší herečka ve vedlejší roli             | Susan Sarandon v Tammy jako Pearl |
| Nejhorší spojení na filmovém plátně           | Kirk Cameron a jeho ego v Saving Christmas |
| Nejhorší spojení na filmovém plátně           | Kteříkoliv dva roboti, herci (nebe robotičtí herci) v Transformers: Zánik |
| Nejhorší spojení na filmovém plátně           | Cameron Diaz a Jason Segel v Sex Tape |
| Nejhorší spojení na filmovém plátně           | Kellan Lutz a jeho svaly v Herkules: Zrození legendy |
| Nejhorší spojení na filmovém plátně           | Seth MacFarlane a Charlize Theron ve Všechny cesty vedou do hrobu |
| Nejhorší prequel, remake, rip-off nebo sequel | Annie (remake filmu z roku 1982) |
| Nejhorší prequel, remake, rip-off nebo sequel | Atlas Shrugged: Part III (Atlas Distribution Company) |
| Nejhorší prequel, remake, rip-off nebo sequel | Herkules: Zrození legendy (Summit Entertainment) |
| Nejhorší prequel, remake, rip-off nebo sequel | Želvy Ninja (Paramount/Nickelodeon) |
| Nejhorší prequel, remake, rip-off nebo sequel | Transformers: Zánik (Paramount) |
| Nejhorší režisér                              | Michael Bay za Transformers: Zánik |
| Nejhorší režisér                              | Darren Doane za Saving Christmas |
| Nejhorší režisér                              | Renny Harlin za Herkules: Zrození legendy |
| Nejhorší režisér                              | Jonathan Liebesman za Želvy Ninja |
| Nejhorší režisér                              | Seth MacFarlane za Všechny cesty vedou do hrobu |
| Nejhorší scénář                               | Saving Christmas (napsali Darren Doane a Cheston Hervey) |
| Nejhorší scénář                               | Napospas osudu (scénář Paul LaLonde a John Patus) |
| Nejhorší scénář                               | Sex Tape (scénář Kate Angelo, Jason Segel a Nicholas Stoller, námět Kate Angelo) |
| Nejhorší scénář                               | Želvy Ninja (scénář Josh Appelbaum, André Nemec a Evan Daugherty) |
| Nejhorší scénář                               | Transformers: Zánik (scénář Ehren Kruger) |
| Malinová cena vykoupení                       | Ben Affleck (z vítěze Maliny za Gigli se změnil na miláčka filmové akademie (Argo a Zmizelá)                                                                                                  |
| Malinová cena vykoupení                       | Jennifer Aniston (čtyřikrát nominovaná na Malinu, nyní oceňovaná ve filmu Dort) |
| Malinová cena vykoupení                       | Mike Myers (z vítěze Maliny se stal dokumentární režisér filmu Supermensch: The Legend of Shep Gordon)                                                                                        |
| Malinová cena vykoupení                       | Keanu Reeves (šestkrát nominovaný na Malinu, nyní ve filmu John Wick) |
| Malinová cena vykoupení                       | Kristen Stewart (vítězka Maliny nyní hraje v nezávislém dramatu Camp X-Ray) |